# Reproducció clonal
"Reproducció clonal" (títol original en anglès "Up the Long Ladder") és el divuitè episodi de la segona temporada de la sèrie de televisió de ciència-ficció estatunidenca Star Trek: La nova generació, i el 44è de tota la sèrie, que es va emetre originalment el 22 de maig de 1989, en redifusió als Estats Units. El guió fou escrit per Melinda M. Snodgrass i va ser dirigit per Winrich Kolbe.
Ambientada al segle XXIV, la sèrie segueix les aventures de la tripulació de la nau de la Flota Estel·lar de la Federació Enterprise-D. En aquest episodi, l' Enterprise s'implica en la lluita per la supervivència de dues colònies terrestres desconegudes.

## Argument
L' Enterprise rep una trucada de socors automatitzada d'una colònia humana del planeta Bringloid V, que està en perill per una erupció solar de la seva estrella. Resulta que la colònia va ser fundada per la tripulació de la SS Mariposa,  un vaixell de càrrega enviat des de la Terra uns centenars d'anys abans.
Quan l'Enterprise s'acosta al planeta, Worf s'ensorra al pont. Quan recupera la consciència a l'hospital, li fa vergonya admetre que pateix una malaltia infantil klíngon equivalent al xarampió. La doctora Pulaski accepta protegir la seva privadesa. En agraïment, Worf s'acosta a ella per oferir-li una cerimònia del te klíngon. Ell adverteix que el te és mortal per als humans i explica que és només un gest que seria important en la seva cultura. Pulaski suggereix que és un romàntic i pren un antídot per permetre's beure el te amb ell amb seguretat.
La colònia "Bringloidi", ara dirigida per un irlandès anomenat Danilo Odell i la seva filla de temperament ardent Brenna, són seguidors d'un filòsof de principis del segle XXII que defensava el retorn a un estil de vida agrària preindustrial i, quan s'incorpora a l' "Enterprise", s'ha d'adaptar ràpidament a la tecnologia del segle XXIV. L'Odell informa a Picard d'una altra colònia, també plantada per la Mariposa. L' Enterprise es dirigeix a la segona colònia, que s'ha batejat com a "Mariposa" per la seva nau, a mig any llum de distància. El primer ministre de la colònia, Wilson Granger, està encantat de veure l' Enterprise i els dóna la benvinguda a visitar-los, així que el comandant Riker s'acosta amb el tinent Worf i l'oficial mèdic en cap doctora Pulaski.
La colònia Mariposa ha mantingut la seva tecnologia avançada i sembla refinada i culta en contrast amb l'existència relativament primitiva dels Bringloidi. Pulaski s'assabenta ràpidament que tots els habitants són clons. Granger revela que la seva nau es va estavellar durant l'aterratge i només van quedar cinc supervivents per iniciar la colònia. Com que això era insuficient per establir un conjunt genètic estable, i els supervivents eren tots científics, es van dirigir exclusivament a la clonació i, en conseqüència, ja no tenen cap desig de reproducció biològica. Durant gairebé tres segles, cada mariposà ha estat un clon derivat d'un dels cinc colons originals, i ara la colònia està en perill d'extinció a causa de l'esvaïment replicatiu: cada generació posterior introdueix defectes menors addicionals en el codi genètic, que en poques generacions més faran que els clons addicionals siguin no viable.
Els mariposans demanen a la tripulació de l' Enterprise mostres del seu ADN per crear nous clons. Riker es nega, ja que valora la seva singularitat, i Picard aconsella que la resta de la tripulació és probable que senti el mateix, de manera que els mariposans segresten a Riker i Pulaski per robar-los l'ADN. En descobrir-ho, l'equip visitant es dirigeix directament als laboratoris de clonació de la colònia, on es veuen rebutjats per trobar còpies d'ells mateixos que creixen, que Riker destrueix. Granger està furiós i apel·la a Picard, però Pulaski argumenta que un nou lot de clons només retardarà l'inevitable. En comptes d'això, aconsella que es plantegin associar-se amb els Bringloidi per crear un conjunt genètic viable. Inicialment, el líder de cada colònia tracta a l'altra societat amb menyspreu, però finalment accepten fusionar les seves colònies i cultures dispars.

## Repartiment i doblatge al català
La sèrie va ser doblada al català pels estudis Tramontana (primera part) i Soundtrack (segona part) i emesa a TV3 l’any 1991. Els dobladors de l'episodi foren:
| Personatge            | Actor/actriu    | Veu en català   |
| --------------------- | --------------- | --------------- |
| Jean-Luc Picard       | Patrick Stewart | Joan Crosas     |
| William Riker         | Jonathan Frakes | Antoni Forteza  |
| Data                  | Brent Spinner   | Joaquim Sota    |
| Geordi La Forge       | LeVar Burton    | Aleix Estadella |
| Worf                  | Michael Dorn    | Enric Arquimbau |
| Katherine Pulaski     | Diana Muldaur   | Núria Cugat     |
| Deanna Troi           | Marina Sirtis   | Victòria Pagès  |
| Wesley Crusher        | Will Wheaton    | Roger Pera      |
| Miles O'Brien         | Colm Meaney     | Joan Pera       |
| Danilo Odell          | Barrie Ingham   | Carles Canut    |
| Brenna Odell          | Rosalyn Landor  | Marta Calvó     |
| Wilson/Victor Granger | Jon De Vries    | Eduard Elias    |

## Producció
L'episodi va ser escrit per Melinda M. Snodgrass. La història pretenia ser un comentari sobre la immigració, perquè odiava l'actitud xenòfoba que estava veient, tot el "No els volem perquè són del color equivocat, no parlen la llengua o no tenen la religió adequada". Segons la seva opinió, "el que fa que els Estats Units siguin vibrants és el fet que tenim totes aquestes cultures."
L'episodi es titulava originalment "Send in the Clones".
El títol "Up the Long Ladder" és extret d'una rima antiprotestant irlandesa: 

"Up the long ladder,

Down the short rope.

To hell with King Billy!

Three cheers for the Pope!"

Traducció  aproximada al català:

"Amunt l'escala llarga,

Baix per la corda curta.

A l'infern amb el rei Billy!

Tres ànims per al Papa!"

## Escenes esborrades
Diverses escenes van ser filmades però posteriorment tallades de l'episodi durant el muntatge. Més tard, es van incloure com a característiques de l'estrena en Blu-ray de segona temporada. (Els números d'escena es deriven del guió.)
- Acte 3, escena 24C – Riker torna al pont després de la seva trobada romàntica amb Brenna Odell.
- Acte 4, escena 33: una versió alternativa de l'escena del saló d'observació on Granger descriu la història de la clonació mariposana, amb algunes línies de diàleg addicionals.
- Acte 4, escena 39B: Danilo Odell explica als colons Bringloidi la història de la fundació de la colònia.
- Acte 5, escena 48: Data expressa el desig d'estudiar més la colònia combinada; Worf recita poesia klíngon.

## Recepció
Zack Handlen de The A.V. Club va donar a l'episodi una nota C. Va elogiar les escenes de Worf i Pulaski, i va dir que "són prou bones com per defensar-les encara que no haguessin destacat en un contrast tan marcat amb la resta d'aquest munt de porqueria". Va cridar als "irlandesos de l'espai" com un altre exemple de "Star Trek" que es va convertir en tòpics culturals i estereotips tediosos, i va pensar que la història de la clonació no era horrible, però que les dues històries semblaven com si s'empeltessin l'una a l'altra perquè cap de les dues va ser prou desenvolupada per omplir un episodi complet.
Keith R. A. DeCandido de Tor.com va criticar els estereotips irlandesos, i va dir que els clons són avorrits. Admet que l'episodi és divertit, "però el riure t'atrapa a la gola quan t'adones del ximple que és". Li va donar 4 sobre 10.
James Hunt de Den of Geek va qualificar els personatges irlandesos de "dolorosament estereotipats", encara que va trobar l'episodi divertit. Va dir que no era tan dolent com els de la primera temporada, però que era estrany veure un episodi tan poc desenvolupat que apareixia tan tard a la sèrie.
Jamahl Epsicokhan de Jammer's Reviews li va donar 1,5 sobre 4 i el va qualificar de "un embolic colossal d'espectacle, que barreja ciència-ficció seriosa (encara que no realitzada) amb una comèdia àmplia i poc divertida."
El 2014, Ars Technica el va escollir com un dels "pitjors episodis de TNG" i el va anomenar una "història completament oblidable sobre la clonació i el totalitarisme", però va dir que la seva pitjor part era el somriure lasciu de Riker. El ressenyador va pensar que la subtrama amb Worf i la Dra. Pulaski era bastant bona, i l'escena del ritual del te "en realitat va mostrar les diferències entre dues cultures de manera ràpida i eficaç, sense recórrer a bromes de mala qualitat i el temps de pantalla de Riker."
El 2017, Io9 va assenyalar "Reproducció clonal" per ser una de les aventures més estranyes de TNG,  l'Enterprise 1701D es trobava amb gent del planeta Bringloid V, i també un planeta de clons que lluitava per tenir fills. L'escriptor autònom Rob Bricken va citar aquest episodi com la seva elecció personal pel pitjor episodi de tota la sèrie, argumentant que "aconsegueix ser una ciència-ficció racista, masclista i terrible, tot alhora."